# Facundo Erpen
Facundo Adrian Erpen Bariffo (Gualeguaychú, Entre Ríos, Argentina, 19 de mayo de 1983) es un exfutbolista argentino. Jugaba de defensa y se retiró en el Instituto Atlético Central Córdoba de la Primera B Nacional de Argentina. 

## Biografía
Su hermano Horacio Erpen también es futbolista, actualmente se encuentra sin equipo.

## Trayectoria

### Inicios y carrera en Argentina
Jugó en Boca categoría 6.ª y jugó para el Juventud Unida e Instituto de Córdoba en Argentina antes de ser transferido a la Major League Soccer.

### Estados Unidos
Llegó a las 40 apariciones para DC United, marcó 4 goles y formó parte del MLS All Star del 2006 contra el Chelsea de la Premier League, sustituyendo al lesionado Eddie Pope. 
Erpen fue negociado a Colorado Rapids en junio de 2007 jugado dos temporadas para el equipo de Denver, antes de ser liberado el enero de 2009. 
Fue firmado por el Miami FC de la USL (Segunda División) en abril de 2009, pero rescindió su contrato tras 5 partidos antes de voler a Argentina con el Instituto Atlético Central Córdoba.

### México
Erpen llegó al Atlas de Guadalajara de la Liga Mx para el torneo Clausura 2012, conformándose pronto como referente de la zaga rojinegra, haciendo pareja con su compatriota Leandro Cufré, con quién integró la defensiva menos goleada del torneo en el Clausura 2013. Con el equipo de Guadalajara disputó la final de la Copa Mx 2013 Apertura 2013, perdiendo en penales contra Monarcas Morelia.

## Clubes
| Club                       | País           | Año       |
| -------------------------- | -------------- | --------- |
| Juventud Unida de San Luis | Argentina      | 1999-2000 |
| Talleres de Córdoba        | Argentina      | 2000-2005 |
| DC United                  | Estados Unidos | 2005-2007 |
| Colorado Rapids            | Estados Unidos | 2007-2009 |
| Miami FC                   | Estados Unidos | 2009      |
| Instituto de Córdoba       | Argentina      | 2009-2011 |
| Atlas                      | México         | 2012-2014 |
| Puebla                     | México         | 2015      |
| Morelia                    | México         | 2015-2017 |
| Atlas                      | México         | 2017      |
| Lobos BUAP                 | México         | 2018      |
| San Martín (SJ)            | Argentina      | 2018-2019 |

## Palmarés

### Títulos nacionales
| Título  | Club      | País   | Año  |
| ------- | --------- | ------ | ---- |
| Copa MX | Puebla FC | México | 2015 |